# Esprota
Esprota era uma escrava bretã que Guilherme I da Normandia, tomou como esposa à moda viquingue (more danico) e por ela teve um filho, Ricardo I. Após a morte de seu marido Guilherme, se tornou esposa de Esperlengo e mãe de Rodulfo de Ivry.

## Vida
A primeira menção a ela é de Flodoardo de Reims e, embora ele não a nomeie, a identifica no ano [943] como a mãe de "filho de Guilherme I da Normandia nascido de uma concubina bretã". Elisabeth van Houts escreveu que "nesta referência repousa a identificação de Esprota, a esposa de Guilherme Espada Longa 'segundo o costume danês', como de origem bretã, e isso pode se aplicar a alguém de etnia bretã, escandinava ou franca, sendo a última a mais provável com base na grafia de seu nome. O primeiro a fornecer o nome dela foi Guilherme de Jumièges.  A natureza irregular (segundo a Igreja) de seu relacionamento com Ricardo I da Normandia serviu de base para o filho ser motivo de ridículo, o rei francês Luís IV da França "abusou do garoto com insultos amargos", chamando-o de "filho de uma prostituta" que havia seduzido o marido de outra mulher. 
No momento do nascimento de seu primeiro filho, Ricardo, estava morando em sua própria casa em Bayeux, sob a proteção de Guilherme. Guilherme, tendo acabado de debelar uma rebelião em Pré-de Bataille (c.936),[a] recebeu a notícia de um mensageiro de que Esprota acabara de dar à luz um filho; encantado com as notícias, ordenou que seu filho fosse batizado e recebeu o nome pessoal de Ricardo. O mordomo de Guilherme, Botão, tornou-se o padrinho do garoto. Após a morte de Guilherme e o cativeiro de seu filho Ricardo, ela havia sido "recolhida" de sua situação perigosa pelo "imensamente rico" Esperlengo. Roberto de Torigni identificou o segundo marido de Esprota[b] com Esperlengo, um rico proprietário de terras que operava usinas em Pîtres.